# Södra Mellby socken
Södra Mellby socken i Skåne ingick i Albo härad, ingår sedan 1974 i Simrishamns kommun och motsvarar från 2016 Södra Mellby distrikt.
Socknens areal är 20,25 kvadratkilometer varav 20,21 land. År 2000 fanns här 1 187 invånare.  Godset Svabesholm, huvuddelen av tätorten Kivik, berget Stenshuvud samt kyrkbyn Södra Mellby med sockenkyrkan Södra Mellby kyrka ligger i socknen.

## Administrativ historik
Socknen har medeltida ursprung. Före den 1 januari 1886 (ändring enligt beslut den 17 april 1885) var namnet Mellby socken. En del av socknen, Hyllinge, tillhörde före 1889 Luggude härad i Malmöhus län och överfördes då till samma härad och län som övriga socknen.
Vid kommunreformen 1862 övergick socknens ansvar för de kyrkliga frågorna till Mellby församling och för de borgerliga frågorna bildades Mellby landskommun. Landskommunen uppgick 1952 i Kiviks landskommun som 1974 uppgick i Simrishamns kommun. Församlingen uppgick 2002 i Kiviks församling.
1 januari 2016 inrättades distriktet Södra Mellby, med samma omfattning som församlingen hade 1999/2000.  
Socknen har tillhört län, fögderier, tingslag och domsagor enligt vad som beskrivs i artikeln Albo härad. De indelta soldaterna tillhörde Södra skånska infanteriregementet, Albo kompani och Skånska dragonregementet, Cimbrishamns skvadron, Svabeholms kompani.

## Geografi
Södra Mellby socken ligger vid kusten nordväst om Simrishamn med Linderödsåsens östra avslutning i Stenshuvud i öster. Socknen är en odlingsbygd med skogsbygd i öster vid kusten och i väster.

## Fornlämningar
från bronsåldern finns Kiviksröset och andra gravrösen. Från järnåldern finns tre gravfält och en skeppssättning.

## Namnet
Namnet skrevs 1313 Mäthilby och kommer från kyrkbyn. Förleden är m(i)äthal, 'mittre' med oklar syftning. Efterleden är by, 'gård; by'..